# Something Else by the Kinks
Something Else by the Kinks är ett musikalbum av The Kinks utgivet 1967, uppföljare till deras album Face to Face från 1966. Skivan gavs ut på Pye Records i Europa och Reprise Records i USA. Det domineras av originalskrivna låtar av Ray Davies. "Death of a Clown" av Rays bror Dave blev en av hans mest kända låtar. "Waterloo Sunset" blev skivans stora hit.
Nicky Hopkins medverkar på flera låtar med keyboard. Albumet undviker nästan helt psykedelisk rock som var i ropet 1967, utan fortsätter istället utveckla den musik gruppen framfört på det föregående albumet Face to Face, med music hall-inspirerade och akustiska lugna låtar med starkt brittiska teman.
Albumet brukar räknas som ett mycket starkt popalbum av kritiker. Robert Christgau skrev i en krönika över album från 1967 att "det kan vara det bästa Kinks-album du aldrig hört". Albumet blev ett kommersiellt nederlag, särskilt i USA där gruppen inte tillåtits turnera av the American Federation of Musicians sedan 1965. Det sålde inte heller bra i hemlandet trots att det innehöll två brittiska hitsinglar.
Albumet blev år 2003 listat som #288 i magasinet Rolling Stones lista The 500 Greatest Albums of All Time.

## Låtlista
(låtar utan angiven upphovsman är skrivna av Ray Davies)
1. "David Watts" - 2:32
2. "Death of a Clown"  (Ray Davies/Dave Davies) - 3:04
3. "Two Sisters" - 2:01
4. "No Return" - 2:03
5. "Harry Rag" - 2:16
6. "Tin Soldier Man" - 2:49
7. "Situation Vacant" - 3:16
8. "Love Me Till the Sun Shines" (Dave Davies) - 3:16
9. "Lazy Old Sun" - 2:48
10. "Afternoon Tea" - 3:27
11. "Funny Face" (Dave Davies) - 2:17
12. "End of the Season" - 2:58
13. "Waterloo Sunset" - 3:15

## Listplaceringar
- Billboard 200, USA: #153[2]
- UK Albums Chart, Storbritannien: #35[3]
- VG-lista, Norge: #12[4]